# Lugo Challenger
Il Lugo Challenger è stato un torneo professionistico di tennis giocato su campi in terra rossa. Faceva parte dell'ATP Challenger Series. L'unica edizione si è disputata a Lugo in Italia.

## Albo d'oro

### Singolare
| Anno | Campione       | Finalista        | Punteggio     |
| ---- | -------------- | ---------------- | ------------- |
| 1980 | Tony Giammalva | Gustavo Guerrero | 6–3, 6–4, 6–4 |

### Doppio
| Anno | Campioni                      | Finalisti                   | Punteggio |
| ---- | ----------------------------- | --------------------------- | --------- |
| 1980 | John Fitzgerald Cliff Letcher | Ricardo Cano Carlos Kirmayr | 6–1, 6–3  |